# Kuriális község
A kuriális község 1848 előtt olyan falu, amelyben kizárólag nemesi jogállású vagy nemesi telekre telepített jobbágyok és zsellérek, ill. nemesek vegyesen laktak. Az ilyen falvak igazgatását az ott lakó nemes birtokosok választott testülete intézte, az érdekeltek által elfogadott szabályrendeletek (lat. statutumok) szerint. 
A kuriális községek élén a meghatározott időre választott hadnagy állott. A kuriális községi hatóság alapja a nemesi közbirtokosság volt. Tevékenysége elsősorban a gazdálkodással járó rend fenntartására, a legelőhasználat szabályozására, a közrend fenntartására, a község vagyonának és jövedelmeinek kezelésére irányult. 
A kuriális községek a jobbágyfalvakkal ellentétben nem tartoztak földesúri joghatóság alá, hanem közvetlenül kapcsolódtak a vármegyei bírói hatósághoz. 
Két évtizeddel 1848 után, 1871-ben rendelte el az országos törvényhozás megszüntetésüket. 